# Brendan Fehr
Brendan Jacob Joel Fehr (New Westminster (Brits-Columbia), 29 oktober 1977) is een Canadees acteur. Hij won de Viewer's Choice Award tijdens de Gemini Awards 2008, nadat hij in 2001 al eens werd genomineerd voor een Saturn Award voor zijn bijrol in de televisieserie Roswell en in 2005 voor een Genie voor die in de film Sugar.
Fehr debuteerde in 1998 op het witte doek in de Canadese komedie Hand en speelde sindsdien in meer dan vijftien films. Nadat Roswell na 61 afleveringen ten einde liep, kreeg hij in 2005 ook opnieuw een betrekking in de vaste cast van een televisieserie. Als Dan Cooper was Fehr van september 2005 tot en met april 2008 te zien in 35 afleveringen van CSI: Miami.
Fehr trouwde in 2006 met Jennifer Rowley. Samen kregen ze in 2008 hun eerste kind, in 2011 hun tweede en in 2013 hun derde; alle drie meisjes.

## Filmografie
*Exclusief televisiefilms
| - Wander (2019) - Brotherhood (2019) - Daughter of the Wolf (2019) - Only I... (2016) - House of Secrets (2014) - Guardians of the Galaxy (2014) - Zarra's Law (2014) - Roswell FM (2014) - Stranded (2013) - 13 Eerie (2013) - Silent Night (2012) - X-Men: First Class (2011) - Fort McCoy (2011) - The Other Side of the Tracks (2008) - The Fifth Patient (2007) | - Comeback Season (2006) - The Long Weekend (2005) - Childstar (2004) - Sugar (2004) - Nemesis Game (2003) - Biker Boyz (2003) - Edge of Madness (2002) - Long Shot (2002) - The Forsaken (2001) - Kill Me Later (2001) - Final Destination (2000) - Christina's House (1999) - Disturbing Behavior (1998) - Hand (1998) |

## Televisieseries
*Exclusief eenmalige gastrollen
- Wynonna Earp - Ewan (2017, vier afleveringen)
- Better Call Saul - Captain Bauer (2016-2017, twee afleveringen)
- The Night Shift - Drew Alister (2014-2017, 45 afleveringen)
- Longmire - Greg Collette (2013-2015, twee afleveringen)
- Nikita - Stephen (2011-2012, twee afleveringen)
- Bones - Jared Booth (2008-2009, vier afleveringen)
- Samurai Girl - Jake Stanton (2008, zes afleveringen)
- CSI: Miami - Dan Cooper (2005-2008, 35 afleveringen)
- Roswell - Michael Guerin (1999-2002, 61 afleveringen)

- Bibliothèque nationale de France: cb14057389v (data)
- Gemeinsame Normdatei: 14228310X
- International Standard Name Identifier: 0000 0001 1458 7875
- Library of Congress Control Number: no00005110
- Système universitaire de documentation: 236467824
- Virtual International Authority File: 165204885
- WorldCat: E39PBJdgTpv4vdYRDXyKxfbPQq